# Javier Guerra
Javier Guerra Polo (né le 10 novembre 1983 à Ségovie) est un athlète espagnol, spécialiste du fond et du marathon.
Son record personnel sur marathon est de 2 h 07 min 27 s obtenu à Séville le 23 février 2020 se classant 10e de la course.
Sur semi-marathon, il réalise une performance très honorable à Azpeitia en 2015 avec un chrono de 1 h 02 min 22 s (son record personnel).
Avec 11 s de plus, il termine quatrième du marathon des Championnats d'Europe d'athlétisme 2014 à Zurich.
Son meilleur temps sur 1 500 m est de 3 min 49 s 13, sur le 3000 m de 8 min 09 s 64, sur le 5 000 m de 13 min 46 s 12
Il remporte la médaille d'or par équipes lors des Championnats d'Europe de cross-country 2012.